# Debra Clinger
Debra Clinger, anche conosciuta come Debbie Clinger, Debby Clinger o con lo pseudonimo di Superchick (Utah, 8 giugno 1952), è una cantante e attrice statunitense, nota soprattutto per aver fatto parte dei gruppi The Clinger Sisters, Rock Flowers e Kaptain Kool and the Kongs, e come protagonista della serie televisiva Due americane scatenate, nella parte di Amy Waddell.

## Biografia
Debra Clinger inizia la sua attività come cantante fin dalla più tenera età: a 5 anni canta Silent Night in una chiesa di mormoni in Utah. Con le sorelle Peggy, Patsy e Leesa forma il quartetto The Clinger Sisters, anche conosciuto come The Clingers. Il gruppo appare all'Andy Williams Show e successivamente incide un LP con Danny Kaye. La formazione affronterà svariati generi musicali, compresi pop, country, garage punk e christian rock, e parteciperà a numerosi spettacoli televisivi durante tutti gli anni sessanta, lavorando con altre personalità del periodo quali Kim Fowley e Mike Lloyd.
Le Clinger Sisters si sciolgono in seguito al matrimonio della sorella di Debbie, Melody Clinger, dopodiché Debra entra a far parte del gruppo delle Rock Flowers, formazione guidata dal produttore Wes Farrell, correlata alle bambole psichedeliche omonime prodotte dalla Mattel tra il 1971 e il 1974. Le Rock Flowers cantano i dischi 6" allegati ai giocattoli e una serie di singoli più un paio di album usciti tra il 1971 e il 1972, partecipando inoltre ad alcuni concerti con Tom Jones. Debra Clinger tuttavia abbandona le Rock Flowers già dopo il primo album Rock Flowers (1971), venendo sostituita nel secondo album Naturally (1972) da Jacqui Wiseman.
In seguito Debra Clinger torna a cantare con le sorelle nel musical Saturday's Warrior, partecipa ad alcuni spot pubblicitari e quindi viene ingaggiata nel gruppo glam Kaptain Kool and the Kongs, con lo pseudonimo di Superchick. Il gruppo viene creato a tavolino come parte della trasmissione per ragazzi The Krofft Supershow (1976-1978), suonando dal vivo al World of Sid and Marty Krofft durante tutta la prima stagione, e in studio durante la seconda, con la formazione ridotta da 5 a 4 elementi.
Nel 1977 Debra prende parte all'episodio Gang War, della serie televisiva Barnaby Jones, che le apre le strade della fiction televisiva. Parteciperà in seguito fino al 1982 a diverse serie televisive, tra le quali Due americane scatenate (nella quale è coprotagonista assieme a Priscilla Barnes), Love Boat e Cuore e batticuore.

## Discografia parziale

### Discografia con The Clinger Sisters

#### Singoli
- 1964 - Shoop Shoop De Doop Rama Lama Ding Dong Yeah Yeah Yeah/The Lipstick Song (Tollie Records, 7")
- 1964 - What Can I Give Him/Jingle Jingle Do (Tollie Records, 7")
- 1964 - Golly Mom/Puppet (Tollie Records, 7")
- 1965 - Children Laughing (Jo-Bee Records, 7")
- 1969 - Gonna Have A Good Time/And Now You Know Me (Columbia, 7")
- 1969 - Something Here In My Heart (Forward Records, 7")
- 1970 - Round Round Round/Mean It (7")

### Discografia con Rock Flowers

#### Album
- 1971 - Rock Flowers (Wheel Records, LP)

#### Singoli
- 1971 - Heather Sing My Song/Rock Flowers Sweet Times (Mattel, 6" allegato alla bambola Heather)
- 1971 - Lilac Good Company/Rock Flowers Sweet Times (Mattel, 6" allegato alla bambola Lilac)
- 1971 - Rosemary Mixin' Matchin' Day/Rock Flowers Sweet Times (Mattel, 6" allegato alla bambola Rosemary)
- 1971 - Iris/Rock Flowers (Mattel, 6" allegato alla bambola Iris)
- 1971 - You Shouldn't Have Set My Soul On Fire/Sunday Dreaming (Wheel Records, 7")
- 1972 - Number Wonderful (Wheel Records, 7")
- 1972 - Put A Little Love Away (Wheel Records, 7")

### Discografia con Kaptain Kool and the Kongs

#### Album
- 1978 - Stories From The Krofft T.V. Supershow  (Peter Pan Records, LP)
- 1978 - Kaptain Kool And The Kongs (Epic, LP)

#### Singoli
- 1978 - And I Never Dreamed (Epic, 7")
- 1978 - Sing Me A Song (Power Exchange Records & Tapes, 7")

## Filmografia

### Attrice

#### Cinema
- Follia di mezzanotte (1980)

#### Televisione
- The Krofft Supershow (1976-1978)
- ABC's Saturday Sneak Peek (1976)
- The Brady Bunch Variety Hour (1977)
- Kaptain Kool and the Kongs Present ABC All-Star Saturday (1977)
- Barnaby Jones (1977), episodio Gang War, serie televisiva
- Nel tunnel dei misteri con Nancy Drew e gli Hardy Boys (1977-1978), serie televisiva
- Gli sbandati (The Runaways) - serie televisiva (1978)
- The Krofft Comedy Hour (1978)
- The Bay City Rollers Meet the Saturday Superstars (1978)
- The Krofft Superstar Hour (1978)
- Due americane scatenate (1978), serie televisiva
- Willow B: Women in Prison (1980), film per la tv
- Love Boat (1981), serie televisiva
- Cuore e batticuore (1982), serie televisiva

### Doppiaggio

#### Televisione
- The Stingiest Man in Town (1978), film per la tv
- Jack Frost (1979), film per la tv